# Гузарський гідровузол
Гузарський гідровузол — гідротехнічна споруда в Узбекистані.
Не пізніше 1968-го в західному завершенні Яккабазького хребта ввели в дію Пачкамарське водосховище, що дозволило накопичувати великий ресурс зі сточища річки Гузардар'я (ліва притока Кашкадар'ї). У той же період за дев'ять кілометрів нижче по течії Гузардар'ї від Пачкамарської греблі, в районі, де річка вже майже вийшла на рівнину біля підніжжя Яккабазького хребта, спорудили Гузарський гідровузол, який дозволяє регулювати перепуск води для потреб іригації.
У межах проєкту русло річки перекрили бетонною спорудою завдовжки близько чотирьох десятків метрів, що має п'ять водопропускних шлюзів та розрахований на перепуск 260 м3/с.
Один зі шлюзів веде у правобережний іригаційний канал, що має довжину 14 км та пропускну здатність 22 м3/с. Дещо менш ніж за п'ять кілометрів від початку правобережного каналу він розгалужується та дає початок лівобережному каналу довжиною 11 км та пропускною здатністю 8 м3/с, який майже одразу перетинає Гузардар'ю за допомогою дюкера.